# Миролюбово (Северо-Казахстанская область)
Миролюбово (каз. Миролюбово) — село в Жамбылском районе Северо-Казахстанской области Казахстана. Входит в состав Кладбинского сельского округа. Код КАТО — 594643500.

## История
До 2013 года село входило в состав упразднённого Новорыбинского сельского округа. 

## Население
В 1999 году население села составляло 305 человек (164 мужчины и 141 женщина). По данным переписи 2009 года в селе проживало 207 человек (112 мужчин и 95 женщин). По сведениям на 01.08.2017 в селе проживало 208 человек.